# Egil Hovland
Egil Hovland (* 18. Oktober 1924 in Råde, Østfold; † 5. Februar 2013 in Fredrikstad, Østfold) war ein norwegischer Komponist.

## Leben
Egil Hovland studierte am Konservatorium von Oslo bei Arild Sandvold und Bjarne Brustad, in Kopenhagen bei Vagn Holmboe, in Tanglewood bei Aaron Copland und in Florenz bei Luigi Dallapiccola. Seit 1949 war er Organist und Chorleiter in Fredrikstad. Er komponierte zwei Sinfonien, ein Concertino für drei Trompeten und Streicher, eine Musik für zehn Instrumente, Variationen für zwei Klaviere, Tonbandmusik und 1963 Lamenti für Orchester. Mit der Sinfonia sacra, dem Norwegischen Te Deum, einem Gloria, einem Magnificat und zahlreichen Orgelstücken wurde er zu einem der bedeutendsten Kirchenmusiker Norwegens.
Er schrieb in diversen Stilen, wie im norwegisch-romantischen, dem gregorianischen, dem neo-klassizistischen, dem dodekaphonischen und dem aleatorischen Stil und serielle Musik. Insbesondere tat er sich aber als Schöpfer von kirchenmusikalischen Werken hervor. Aufgrund seiner Verdienste als Komponist und Organist wurde ihm 1983 die Auszeichnung als Ritter und 2005 als Komtur im Königlichen Orden von Sankt Olav zuteil. Er galt als einer der produktivsten zeitgenössischen norwegischen Komponisten.

## Kompositionen

### Werke für Orchester
- 1951: Festival Ouverture opus 18
- 1952–1953: Symfonie No. 1 – „Symphonia Veris“ opus 20
- 1954–1955: Symfonie No. 2 opus 24
- 1955: Concertino for 3 Trumpets and Strings opus 23
- 1962: Concert Ouverture für Orchester, opus 39b
- 1963: Lamenti per orchestra opus 43
- 1967: Fanfare and Choral for orchestra opus 54b
- 1968: Lilja – (Salomos høysang) opus 61,  für Sprecher und Orchester
- 1969: Rhapsody for Symphony Orchestra opus 65
- 1970: Third Symphony für Rezitator, gemischen Chor und Orchester, opus 30 – Text: aus der Bibel und Odd Medbøe
- 1970: The Most Beautiful Rose für Sprecher, 4 Soprane, Orchester, Orgel und Klavier – Text: Hans Christian Andersen
- 1972: Concerto for Trombone and Orchestra opus 76
- 1974: Concerto for Violin and Orchestra opus 81
- 1975: Noël-variations voor orkest, opus 84
- 1976–1977: Concerto No.1 for Piano and Orchestra opus 91
- 1978: Tombeau de Bach suite, opus 95
- 1980: Intrada opus 105, für gemischten Chor (SATB), Kongregation, 2 Gruppen Blechbläser (3 Hörner, 3 Trompeten, 6 Posaunen, 2 Tubas), Orchester, Pauken, Percussion, Orgel – Text: David Welander
- 1983: Danses de la mort opus 127 für Orchester
- 1986: Concerto for Piccolo Flute and Strings opus 117
- 1996: Concerto für Oboe und Orchester, opus 150
- 1996–1997: Concerto für Bratsche und Orchester, opus 153
- 2000: De Profundis für Bariton und Orchester
- 1962/1974: August opus 34 Nr. 4, für Sänger und Orchester – Text: Idar Handagard

### Werke für Blasorchester
- 1962: Festival ouverture opus 39a
- 1966: Fanfare and Choral for Band opus 54a